# Macutula
Macutula – rodzaj pająków z rodziny skakunowatych. Obejmuje trzy opisane gatunki. 

## Morfologia i zasięg
Pająki o ciele długości od 4 do 7 mm, nieco spłaszczonym. Karapaks jest gładki, ciemnobrązowy. Szczękoczułki mają jeden duży ząb na krawędzi tylnej i pięć zębów na krawędzi przedniej, z których dwa dosiebne są największe. Na przedzie szczękoczułków występuje wzór barwny. W budowie szczękoczułków i szczęk brak jest znaczącego dymorfizmu płciowego. Zaokrąglona warga dolna ma na spodzie tylnej części wykrojenia. Kształt sternum jest prawie pięciokątny. U samca kolejność par odnóży od najdłuższej do najkrótszej to I, III, II, a u samicy III, IV, I, II. Wierzch mniej więcej tak długiej jak karapaks opistosomy (odwłoka) cechuje się podłużnym wzorem barwnym. Nogogłaszczki samca mają proste udo, krótką goleń z zakrzywioną apofizą retrolateralną, głębokie wykrojenie po przednio-bocznej stronie trójkątnego w widoku przednim cymbium tworzące kil od strony grzbietowej, małe subtegulum, nasieniowód formujący niewielką pętlę w obrębie tegulum oraz długi i poskręcany embolus. Genitalia samicy mają płytkę płciową o przednio umieszczonym przedsionku, początkową i błoniastą część przewodu kopulacyjnego skręconą spiralnie ku tyłowi wokół jego dalszej i zesklerotyzowanej części oraz umieszczoną przednio spermatekę.
Rodzaj neotropikalny, południowoamerykański, endemiczny dla Brazylii, znany ze stanów Pernambuco i Bahia.

## Taksonomia
Takson ten wprowadzony został w 2011 roku przez Gustava R.S. Ruiza na łamach „Zootaxa”. Gatunkiem typowym wyznaczono opisaną w tej samej publikacji M. aracoiaba. Do rodzaju tego należą trzy opisane gatunki:
- Macutula aracoiaba Ruiz, 2011
- Macutula caruaru Ruiz, 2011
- Macutula santana Ruiz, 2011